# Ерминио Ацаро

Ерминио Ацаро (итал. Erminio Azzaro; Пишота, 12. јануар 1948)  био је италијански, атлетичар, који се специјализовао за скок уувис.

## Спортска биографија
Ерминио Ацаро освојио је бронзану медаљу у скоку у вис на Европском првенству 1969. године у Атини.  испред победника Валентина из Совјетског Савеза и другопласираног  Реија Вахале и финске. Резултат Ацара од 2,17 м  био је национални рекорд Италије.
На Летњој универзијади 1970. у Торину освојио је сребрну медаљу скоком од 2,15 метара.
На првенствима Италије на отвореном Ацаро је победио четири пута 1966, 1969, 1970. и 1971, а два пута на првенствима 8у дворани 1970. и 1971.
Ерминио Ацаро буи  је  тренер и супруг познате италијанске скакачице увис, олимпијске победнице, светске рекордерке и 25 пута првакиње Италије Саре Симеони. Њихов син Роберто је такођ скакач Увис.

## Значајнији резултати
| Година | Такмичење                       | Место    | Пласман | Резултат | Детаљи |
| ------ | ------------------------------- | -------- | ------- | -------- | ------ |
| 1969.  | Европско првенство на отвореном | Атина    |         | 2,17     |        |
| 1970.  | Меч Италија — Пољска            | Сиракуза | 1.      | 2,17     |        |
| 1970.  | Финале атлетског купа           | Стокхолм | 5.      | 2,11     |        |
| 1970.  | Универзијада                    | Торино   |         | 2,15     |        |
| 1971.  | Европско првенство у дворани    | Софија   | 10.     | 2,11     |        |
| 1971.  | Европско првенство на отвореном | Хелсинки | 17.     | 2,05     |        |

## Лични рекорди
на отвореном
- скок увис  —  2,18  — Ријети, 25. август 1969.

у дворани
- скок увис — 2,11 — Софија, 13. март 1971.